# 瑤族通史
《瑤族通史》，由广西瑶学学会策劃，奉恒高主編，2007年出版，是中华人民共和国官方第一部修的瑤族史誌。全書共7篇、41章，合計110萬字。

## 內容概要
《瑤族通史》按照一般通史的體例撰寫，時間上起傳說時代，下至1990年代末，內容包括瑤族的起源、分佈、遷移、語言、文學、藝術、風俗習慣等多面向的發展與演變。

## 特色
該書有兩大特色，一是將瑤族的起源由過去《瑤族簡史》的秦漢時期向前推到傳說時代；二是論及海外族群的演變與海內外族群之間的聯結。

## 評價
- 中國當代民族學家徐杰舜、學者丁蘇安：「《瑤族通史》作為對過去八十餘年瑤族研究學術成果的梳理、總結與吸收，又發揮了海內外瑤族文化的情感與理性紐帶作用，毫無疑問地成了瑤族研究皇冠上的明珠。」[6]

## 類似書籍
- 《壯族通史》